# 巴斯暨韋爾斯教區
聖公會巴斯暨韋爾斯教區（英語：Diocese of Bath and Wells）是英格蘭教會坎特伯雷教省下面的一個教區。成立於909年。
轄區包括薩默塞特郡和多塞特郡小部，座堂是韋爾斯座堂。現任主教為彼得·普賴斯。下分一個副主教區、三個會吏長區及十八個會吏區，管理477個堂區。